# Dasyurus geoffroii
Il quoll occidentale (Dasyurus geoffroii Gould, 1841), noto anche come gatto marsupiale di Geoffroy o chuditch (dal termine aborigeno djooditj), è un mammifero dasiuromorfo australiano.

## Descrizione
Il quoll occidentale ha pressappoco le dimensioni di un gatto: i maschi hanno una lunghezza testa-corpo di 31-40 cm e una coda di 25-35 cm, le femmine una lunghezza testa-corpo di 26-36 cm e una coda di 21-31 cm; i primi pesano 0,7-2 kg, le seconde 0,6-1,1 kg. Ha un mantello morbido, di colore marrone, segnato, su dorso e zampe, da una serie di macchie bianche. La coda è ricoperta da lunghi peli neri. La faccia è appuntita e ha una colorazione più chiara del resto del corpo; gli occhi sono piuttosto grandi e le orecchie, ricoperte di peli bianchi, rotondeggianti.

## Biologia

### Comportamento
È un marsupiale solitario e notturno, strettamente territoriale; le zone centrali degli home range sono delimitate da cumuli di escrementi. Maschi e femmine si incontrano unicamente nella stagione degli amori (tra maggio e luglio), sebbene i territori dei primi, estesi per circa 15 km², si sovrappongano a quelli di più femmine, ciascuno di 3-4 km², o addirittura alle zone periferiche dei territori di altri maschi. Quelli delle femmine, invece, non si sovrappongono mai. Ciascun territorio di una femmina può comprendere circa 70 tronchi-ricovero e 110 gallerie. I quell trovano riparo in tronchi caduti, cumuli di pietre e tane, scavate da essi stessi o abbandonate da altri animali.

### Alimentazione
Il quoll occidentale è un animale molto opportunista, e la sua dieta varia a seconda dell'habitat: nelle zone aride, infatti, essa è costituita essenzialmente da mammiferi di piccole o medie dimensioni, lucertole, rane e grossi invertebrati, mentre nelle zone umide comprende insetti, crostacei d'acqua dolce, rettili, uccelli e mammiferi. Divora anche carogne, così come piccoli frutti, parti di fiori e la polpa rossa che circonda i semi di Zamia. Il quoll ricava i liquidi necessari dagli alimenti e quindi beve solo raramente.

### Riproduzione
Le femmine, dopo una gestazione di 17-18 giorni, partoriscono da due a sei piccoli, che si dirigono rapidamente nel marsupio materno, dove rimarranno per otto-nove settimane. In seguito, essi rimangono con la madre ma vengono spesso lasciati nella grande tana da essa costruita prima del parto. Raggiungono l'indipendenza a 18 settimane di età, ma diverranno sessualmente maturi solo all'età di un anno.

## Distribuzione e habitat
In passato il quoll occidentale era diffuso in gran parte del continente australiano, compresi Queensland, Nuovo Galles del Sud e Victoria. Attualmente, è presente unicamente nell'angolo sud-occidentale dell'Australia Occidentale, dove si incontra in foreste umide e secche di sclerofille umide e aride, e nel mallee.

## Tassonomia
Il quoll occidentale è stato descritto per la prima volta da John Gould nel 1841, quando era ancora diffuso in gran parte del continente. Il suo nome specifico, geoffroii, commemora il grande naturalista francese Étienne Geoffroy Saint-Hilaire, che istituì il genere Dasyurus nel 1796. Questa specie è stata talvolta classificata in un genere a parte, Dasyurinus.
Appartiene alla famiglia dei Dasiuridi ed è strettamente imparentato con il quoll bronzeo (Dasyurus spartacus), una specie descritta solo di recente diffusa in Nuova Guinea e ritenuta talvolta una popolazione periferica di quoll occidentale.